# Дёгтева, Валентина Александровна
Валентина Александровна Дёгтева (род. 24 декабря 1980, Москва) — российская детская писательница, поэтесса, художница, драматург, педагог.

## Биография
Валентина Дёгтева родилась 24 декабря 1980 года в Москве в семье художников. Ещё будучи школьницей начала писать смешные истории и рисовала к ним картинки. Первой её публикацией стало письмо в газету о том, что по телевизору не показывают хороших детских передач — оно было напечатано на первой странице под заголовком «Валя считает, что ТВ плюёт в колодец!».
Окончила филологический факультет МГУ по специальности «Литературоведение», после чего работала литературным редактором в книжных издательствах и на литературных сайтах, была переводчиком с английского, болгарского и чешского языков.
В 2002 году журналом «Колобок и Два Жирафа» был объявлен конкурс «Новые имена в детской литературе», в котором Валентина Дёгтева с небольшим сборником детских рассказов неожиданно для себя выиграла. Её книга «Муза села на варенье» вышла в серии "Библиотека журнала «Колобок и Два Жирафа», и в 2003 году она получила премию «Алиса».

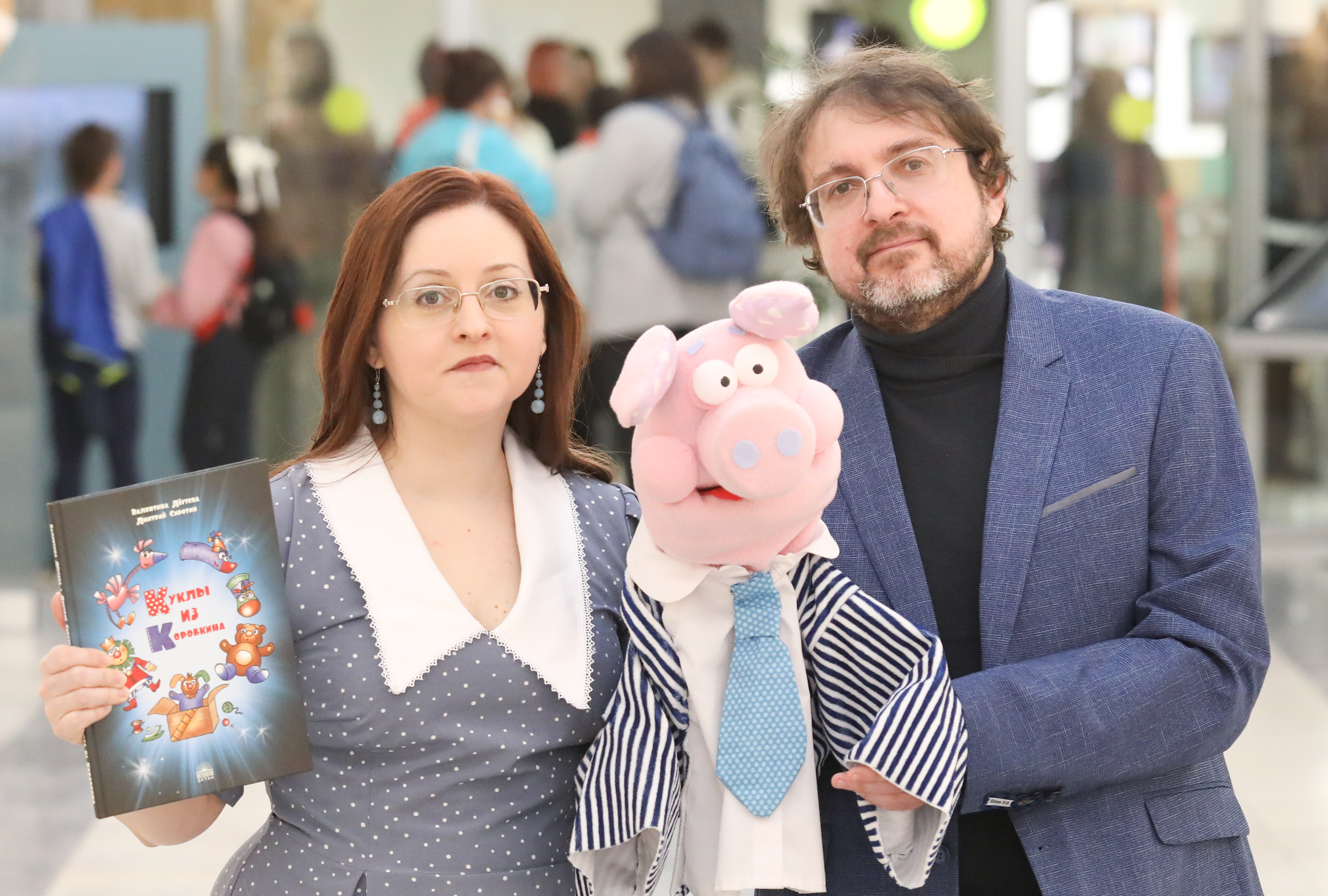
Детские писатели Валентина Дёгтева и Дмитрий Сиротин в Российской государственной детской библиотеке

## Награды и премии
- 2003 — премия «Алиса» за лучшую фантастическую книгу для детей и юношества (за сборник рассказов «Муза села на варенье», аудиоверсия «Вверх тормашками»);
- 2009 — победитель Национального конкурса «Книга года» в номинации «Вместе с книгой мы растём» (книга «Бублик для гуманоида» в составе серии «Пёстрый квадрат»);
- 2011 — лауреат Национальной премии «Радиомания» в номинации «Программа для детей» (за сценарий радиоспектакля «Остров сокровищ», поставленного на Радио России);
- 2013 — лауреат Национальной литературной премии «Золотое перо Руси» в номинации «Поэзия» (за произведения «Моль» и «Стихи к обеду и не только»);
- 2019 — победитель конкурса «Новая детская книга» в номинации «Истории для самых маленьких» и специальный приз «Выбор библиотек» (за книгу «Улиткины, вперёд»);
- 2019 — знак «Нравится детям Белгородской области» (за сборник «Рассказы про Лёху Горохова»);
- 2020 — знак «Нравится детям Белгородской области» (за повесть «Кошмар в сарае у бабы Вали»);
- 2021 — премия «Большая сказка» им. Э. Н. Успенского в номинации «Весёлый учебник» (за книгу «Творческий дневник начинающего писателя, фантазера и сочинителя»);
- 2024 — премия «Большая сказка» им. Э. Н. Успенского в номинации «Сказка» (за книгу «Чудесная мастерская у бобровой запруды»)[1].